# Как поймать монстра
«Как поймать монстра», оригинальное название — «Затерянная река» (англ. Lost River) — американский фэнтезийный триллер 2014 года, режиссёрский дебют актёра Райана Гослинга. Премьера прошла 20 мая 2014 года на Каннском кинофестивале.

## Сюжет
Лост-Ривер — вымирающий городок где-то в США. Когда-то здесь кипела жизнь, но после затопления при создании водохранилища части городской территории жизнь в посёлке почти остановилась. Оставшиеся живут надеждами, что когда-то у них появится возможность вырваться отсюда. По соседству обитают две семьи: мать-одиночка Билли с сыном-подростком Боунсом и малышом Фредди и Рэт со своей бабушкой, которая была свидетельницей затопления долины. Работы в городке нет, так что каждый выживает, как получится. Боунс пытается собирать в заброшенных зданиях медь, что приводит его к конфликту с Булли, который считает себя главой местного криминального мира. А Билли, после просрочки оплаты аренды за дом, вынуждена принять предложение банковского служащего Дэйви, который содержит ночной клуб, где каждое выступление представляет собой имитацию кровавого ритуала.
Рэт рассказывает Боунсу о подводном городе и о том, что если поднять из затонувшего города какой-нибудь предмет, то проклятие Лост-Ривер будет снято. Тем временем Булли пытается выследить юношу, однако безуспешно. Тогда он в качестве мести отрезает голову домашней крыске Рэт. Вдобавок Боунс узнаёт, каким образом его мать зарабатывает на жизнь. Это подвигает юношу к попытке достать что-то со дна. В итоге ему удаётся поднять голову динозавра из существовавшего некогда тематического парка, что реально изменяет ситуацию в городке: оба его «демона» погибают. Булли на полной скорости врезается в машину Боунса, а Билли вонзает в ухо Дейви нож, когда тот силой открывает «раковину», в которой та находится во время выступления. После этого Билли с сыновьями и Рэт уезжают из Лост-Ривер.

## В ролях
- Кристина Хендрикс — Билли
- Иэн Де Кэскер — Боунс
- Мэтт Смит — Булли
- Сирша Ронан — Рэт
- Ева Мендес — Кэт
- Бен Мендельсон — Дейв
- Реда Катеб — водитель такси
- Барбара Стил — бабушка

## Создание
Съёмки прошли в мае 2013 года. Рабочее название фильма — «Как поймать монстра» (англ. How to Catch a Monster).

## Награды
- Каннский фестиваль 2014 года
  - номинация на премию «Золотая камера»
  - номинация на премию «Особый взгляд»